# Толстой, Николай Александрович (1765)
Граф Николай Александрович Толстой (1765—1816) — действительный тайный советник, обер-гофмаршал, президент придворной конторы. Руководил придворной жизнью и церемониями во времена Александра I. Брат Дмитрия и Петра Толстых.

## Биография
Родился 9 (20) февраля 1765 года. Происходил из весьма знатной семьи. Его прадед граф Пётр Андреевич Толстой был сподвижником Петра I. Сын Александра Петровича и Евдокии Львовны Измайловой, чей брат Михаил первым доставил Екатерине II весть об отречении Петра III. Двоюродный брат Николай Иванович Салтыков руководил воспитанием будущего Павла I.
При таком числе знатной родни с влиятельными связями граф Толстой весьма быстро делал карьеру. При рождении он был записан в списки лейб-гвардии Семёновского полка. К двадцати годам он был уже капитаном гвардии.

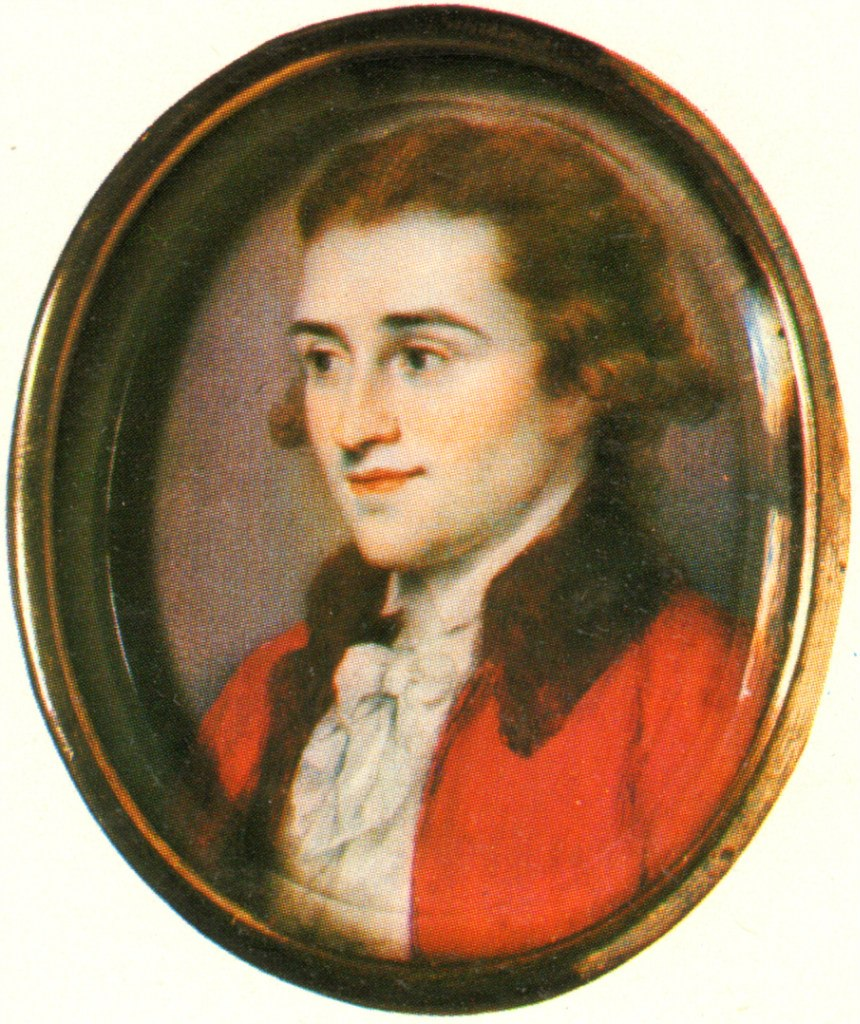
Портрет 1790-х гг.

Назначенный состоять при великом князе Александре Павловиче, он скоро сумел добиться расположения и великого князя, и Екатерины II, и даже Павла Петровича. Практически не вмешиваясь в политику и интриги, интересуясь только исполнением должностных обязанностей, Николай Александрович обеспечил себе стабильное положение при дворе.
10 мая 1793 года он получил звание камергера бригадирского ранга и вскоре после того был назначен гофмаршалом двора великого князя Александра Павловича. Павел I неоднократно высказывал своё расположение Толстому, одарив его в день своей коронации 600 крестьянами, а в 1799 году наградил орденами Святой Анны I степени (11 марта 1799) и Святого Александра Невского (29 мая 1799).
После воцарения Александра I положение Толстого ещё более упрочилось. В течение 13 лет он пользовался правом беспрепятственного входа к императору, а также повсюду сопровождал его. При этом Николай Александрович продолжал не вмешиваться в вопросы, лежащие за пределами его прямых придворных обязанностей. Сохранились сведения, что перед битвой под Аустерлицем генерал Кутузов, предвидя поражение, просил Толстого повлиять на императора и отговорить того от битвы, на что Николай Александрович ответил, что его дело пулярки и вина, а война дело генералов.
Против Аракчеева граф Толстой не интриговал, хотя и считался принадлежащим к стану его врагов. В то же время его подозревали в причастности к устранению реформатора Сперанского. М. А. Корф называет Толстого виднейшим из второстепенных участников этого заговора.
В одном вопросе Николай Александрович изменял своей нейтральности — это была нелюбовь к Наполеону. Своё враждебное отношение к французскому императору Толстой никогда не скрывал. Так при встрече Александра и Наполеона в Эрфурте, после того как Александр возложил на себя ленту ордена Почётного Легиона рядом с андреевской лентой, Толстой резко заметил, что французский орден недостоин быть рядом с Андреем Первозванным. На что рассерженный император заявил, что тогда Толстой никогда не получит орден Андрея Первозванного. (По другой версии, имея на груди ленту Почётного Легиона, возложенную самим Наполеоном, Толстой отказался от награждения орденом святого Андрея Первозванного). 15 сентября 1812 был пожалован шведским орденом Серафимов.
Скончался 9 (21) января 1816 года, был похоронен в Лазаревской церкви Александро-Невской лавры (по другим сведениям — умер 9 декабря 1816 года в Дрездене).

## Награды
- Орден Чёрного орла (1805, королевство Пруссия)
- Орден Красного орла (1805, королевство Пруссия)
- Орден Почётного легиона большой крест (1809/1810, Первая Французская империя)
- Орден Серафимов (15 сентября 1812, королевство Швеция)

## Семья
Был женат с 1787 года на княжне Анне Ивановне Барятинской (1772—1825), дочери Ивана Сергеевича (посланника при дворе Людовика XVI) и его жены Екатерины Петровны, урождённой принцессы Гольштейн-Бекской. В браке имели двух сыновей и двух дочерей:
- Екатерина Николаевна (15.08.1789—11.02.1870), крещена 1 сентября 1789 году в Никольском морском соборе, крестница Н. И. Салтыкова и девицы А. С. Толстой[3]. Воспитывалась вблизи Двора, пользовалась постоянным вниманием и расположением императрицы, вращалась в обществ графини В. Н. Головиной и её дочерей. Её имя часто встречается в переписке императрицы Елизаветы Алексеевны и в записках графини Головиной и её дочери, графини П. Н. Фредро. Была замужем за генерал-лейтенантом князем Константином Ксаверьевичем Любомирским (1786—1870), в браке имела сына и шесть дочерей.
- Евдокия Николаевна (1792—01.01.1798), от оспы.
- Александр Николаевич (1793—1866), был женат на княгине Анне Михайловне Щербатовой, ур. Хилковой (1792—1868); скончался в Ницце.
- Эммануил Николаевич (1802—1825), похоронен на Волковом лютеранском кладбище в Петербурге.

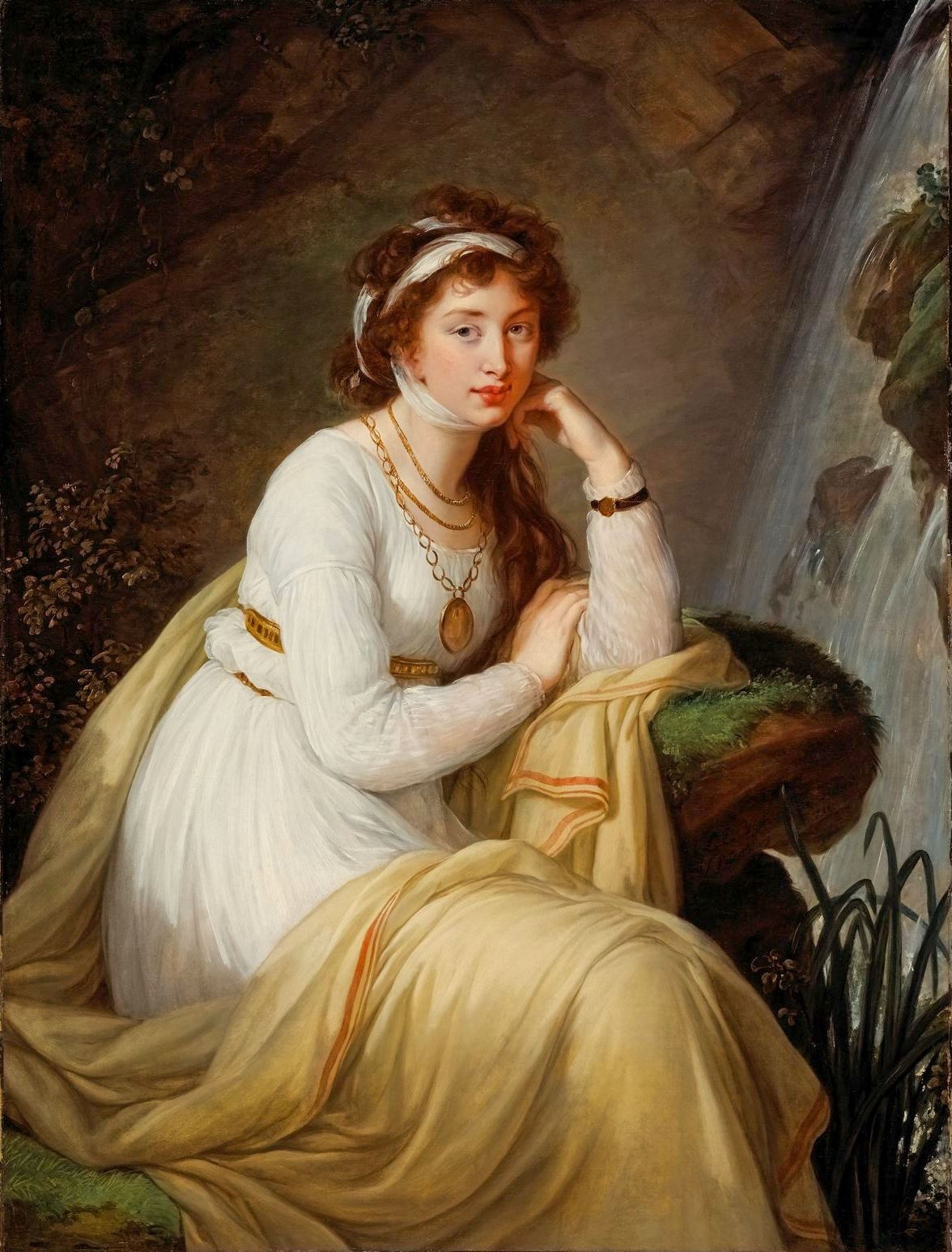
Анна Ивановна, жена
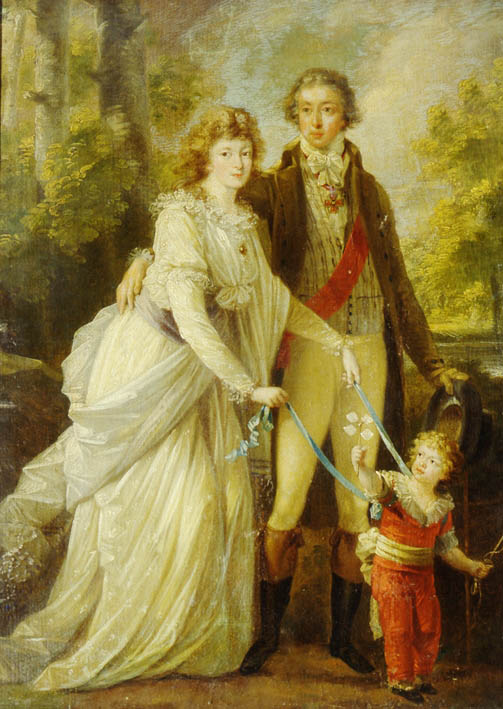
С женой и сыном Александром
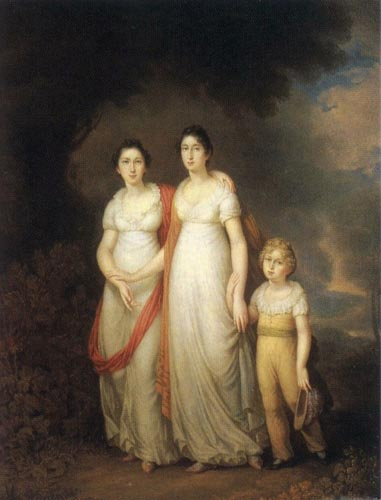
Анна Ивановна с дочерью и сыном Эммануилом
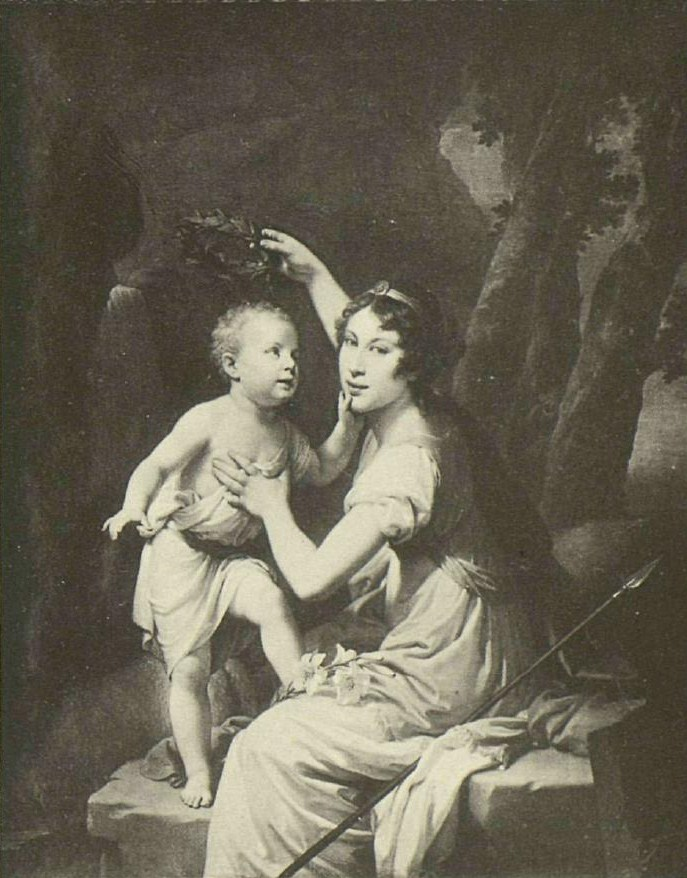
Дочь Екатерина и сын Эммануил